# Viaduc de Cavaillon
Le viaduc de Cavaillon est un pont ferroviaire français franchissant la Durance entre Cavaillon et Plan-d'Orgon, respectivement dans le Vaucluse et les Bouches-du-Rhône. Long de 1 500 mètres, large de 13, ce pont à poutres, mis en service en 2001, porte la LGV Méditerranée.